# آنا ليند
ييلفا آنا ماريا ليند (بالسويدية:Ylva Anna Maria Lindh)؛(19 يونيو 1957 - 11 سبتمبر 2003)، سياسية سويدية ذات التوجه الاجتماعي الديمقراطي ووزيرة الخارجية لمملكة السويد في الفترة من 1998 وحتى اغتيالها في عام 2003.
شغلت قبل ذلك منصب وزيرة للبيئة في الفترة من عام 1994 إلى عام 1998. آنا ليند متزوجه من بو هولمبرج، حاكم سودرمانلاند، ولها ابنان، واسمهما ديفيد وفيليب.
تعرضت لمحاولة اغتيال في 10 سبتمبر 2003 أدت إلى وفاتها في 11 سبتمبر.

## وصلات خارجية
- آنا ليند على موقع IMDb (الإنجليزية)
- آنا ليند على موقع الموسوعة البريطانية (الإنجليزية)
- آنا ليند على موقع مونزينجر (الألمانية)
- آنا ليند على موقع إن إن دي بي (الإنجليزية)